# Crepidomanes album
Crepidomanes album là một loài thực vật có mạch trong họ Hymenophyllaceae. Loài này được K. Iwats. miêu tả khoa học đầu tiên.